# Bellator 14
Bellator XIV é um evento de MMA, organizado pelo Bellator Fighting Championships, ocorrido dia 15 de abril de 2010 no Chicago Theatre em Chicago, Illinois.  O evento foi transmitido pela Fox Sports Net e suas afiliadas regionais.

## Background
Originalmente, Imada foi criado para lutar Ferrid Kheder no Bellator 15, mas uma lesão forçou Kheder a se retirar da luta. James Krause substituiu Kheder e que a luta foi transferida para este evento. O evento ainda contaria com uma luta do Torneio de Penas entre Patricio Freire e William Romero, porém a luta foi transferida para Bellator 15.
A luta entre Jonatas Novaes e Daniel Straus foi cancelado devido a uma doença não revelada.